# Kevin Suárez Fernández
Kevin Suárez Fernández (14 juni 1994) is een Spaans veldrijder.

## Overwinningen

### Cross
| Seizoen   | Wereldbeker | Superprestige | GvA Trofee | WK | EK | SK         | Overige                                                                      | Totaal aantal zeges |
| --------- | ----------- | ------------- | ---------- | -- | -- | ---------- | ---------------------------------------------------------------------------- | ------------------- |
| 2011-2012 |             |               |            |    |    | (juniors)  | Medina de Pomar, Karrantza, Muskiz, Igorre                                   | 5                   |
| 2012-2013 |             |               |            |    |    | (beloften) |                                                                              | 0                   |
| 2013-2014 |             |               |            |    |    |            | Kampioenschap van Asturië                                                    | 1                   |
| 2014-2015 |             |               |            |    |    | (beloften) |                                                                              | 1                   |
| 2015-2016 |             |               |            |    |    |            |                                                                              | 0                   |
| 2023-2024 |             |               |            |    |    |            | Gijon, Pontevedra, Quelneuc (II)                                             | 3                   |
| 2024-2025 |             |               |            |    |    |            | Gijon, Pontevedra, Melgaço, Karrantza, Tarancón, Alcobendas, Xàtiva, Amurrio | 8                   |